# チャールズ・ダネット
チャールズ・ウィリアム・"チャーリー"・ダネット（Charles William "Charlie" Dunnett、1921年8月24日 - 2007年5月18日）は、カナダの統計学者であった。1986年のカナダ統計学会ゴールドメダル受賞、マックマスター大学の数学、統計学、臨床疫学、生物統計学部門の名誉教授。ダネットの1955年と1964年の2報の論文は統計学分野において最も引用された25の論文の第14位と第21位に入った（2008年時点）。
1964年に、アメリカ統計学会フェローに選出された。
ダネットは2007年5月18日にリンパ腫で死去した。